# Sainte-Sève
Sainte-Sève (tiếng Breton: Sant-Seo) là một xã của tỉnh Finistère, thuộc vùng Bretagne, miền tây bắc Pháp.

## Dân số
Người dân ở Sainte-Sève được gọi là Saint-Sévistes.